# Przejściowy Punkt Kontrolny Kępna
Przejściowy Punkt Kontrolny Kępna – pododdział Wojsk Ochrony Pogranicza pełniący służbę na przejściu granicznym z Czechosłowacją.
W październiku 1945 roku Naczelny Dowódca WP nakazywał sformować na granicy  51 przejściowych punktów kontrolnych.
Graniczna placówka kontrolna Kępna powstała w 1945 roku jako drogowy przejściowy punkt kontrolny III kategorii o etacie nr 8/12 . Obsada PPK składała się z 10 żołnierzy i 1 pracownik cywilny.
Rozformowany jesienią 1946 roku.